# Francis Fukuyama
Yoshihiro Francis Fukuyama  (Chicago, 27 de outubro de 1952) é um filósofo e economista político nipo-estadunidense.
Fukuyama está associado ao surgimento do neoconservadorismo, movimento do qual ele se distanciou. Doutor em ciência política pela Universidade de Harvard e professor de economia política internacional na Universidade Johns Hopkins, em Washington.
Ele ficou mundialmente conhecido em 1989, ao lançar um artigo intitulado O Fim da História, transformado em livro em 1992, chamado de "O Fim da História e o Último Homem". Atualmente vive em Palo Alto, e leciona estudos internacionais na Universidade Stanford.
Para Fukuyama a maior fonte de problemas são os Estados falidos. Os exemplos são o Afeganistão, a Somália e o Haiti. Esses países não têm, ou não tinham até há pouco tempo, algo que se possa chamar, com convicção, de governo. A falta de um governo que exerça as funções básicas abre espaço para doenças, como a AIDS, refugiados, abusos de direitos humanos. Depois dos ataques terroristas de 11 de setembro ficou claro que um Estado falido também pode alimentar o terrorismo. No século passado, todos os nossos problemas estavam relacionados ao fato de que havia Estados fortes demais – a Alemanha nazista, que provocou a Segunda Guerra Mundial, ou a União Soviética, que levou à Guerra Fria. O problema hoje é o oposto. Há um número grande demais de Estados caóticos, incapazes de manter a ordem no próprio território. Esses são os países mais problemáticos do século XXI. Depois da guerra do Iraque, rompe com neoconservadorismo.
Suas posições ideológicas foram contestadas desde o lançamento de O Fim da História e o Último Homem, tornando-o uma figura repudiada pelos pensadores da esquerda. Fukuyama acredita que o seu livro foi mal interpretado no meio intelectual.

## Juventude e Educação
Francis Fukuyama nasceu no bairro de Hyde Park , em Chicago, Illinois, Estados Unidos. Seu avô paterno fugiu da Guerra Russo-Japonesa em 1905 e abriu uma loja na costa oeste antes de ser encarcerado na Segunda Guerra Mundial.  Seu pai, Yoshio Fukuyama, um nipo-americano de segunda geração, foi treinado como ministro na Igreja Congregacional, recebeu um doutorado em sociologia pela Universidade de Chicago e ensinou estudos religiosos.  Sua mãe, Toshiko Kawata Fukuyama (河田敏子), nasceu em Kyoto, Japão, e era filha de Shiro Kawata , fundador do Departamento de Economia da Universidade de Kyoto e primeiro presidente da Universidade da cidade de Osaka.  Francis, cujo nome japonês é Yoshihiro, cresceu em Manhattan como filho único, teve pouco contato com a cultura japonesa e não aprendeu japonês.  Sua família mudou-se para State College, Pensilvânia, em 1967. 
Fukuyama recebeu seu diploma de bacharel em artes clássicas pela Universidade Cornell , onde estudou filosofia política com Allan Bloom .  Ele inicialmente fez pós-graduação em literatura comparada na Universidade de Yale , indo para Paris por seis meses para estudar com Roland Barthes e Jacques Derrida, mas ficou desiludido e mudou para ciências políticas na Universidade de Harvard.  Lá, ele estudou com Samuel P. Huntington e Harvey Mansfield , entre outros. Ele obteve seu doutorado. em ciência política em Harvard por sua tese sobre as ameaças soviéticas de intervenção no Oriente Médio.  Em 1979, ele se juntou ao think tank de política global RAND Corporation. 
Fukuyama morou na Telluride House e é afiliado à Telluride Association desde seus anos de graduação em Cornell. Telluride é uma empresa educacional que já abrigou outros líderes e intelectuais importantes, incluindo Steven Weinberg , Paul Wolfowitz e Kathleen Sullivan.  
Fukuyama foi Professor Omer L. e Nancy Hirst de Políticas Públicas na Escola de Políticas Públicas da Universidade George Mason de 1996 a 2000. Até 10 de julho de 2010, ele foi Professor Bernard L. Schwartz de Economia Política Internacional e Diretor do Programa de Desenvolvimento Internacional da Escola Paul H. Nitze de Estudos Internacionais Avançados da Universidade Johns Hopkins em Washington, DC Ele é agora Olivier Nomellini Senior Fellow e residente no Centro de Democracia, Desenvolvimento e Estado de Direito do Instituto Freeman Spogli para Estudos Internacionais na Universidade de Stanford ,  e diretor do Mestrado Ford Dorsey em Política Internacional em Stanford.  

## Obra

### O Fim da História e o último homem
"O Fim da História e o Último Homem" é uma obra de Francis Fukuyama que argumenta que a evolução ideológica da humanidade culminou na democracia liberal ocidental após o fim da Guerra Fria e a queda do Muro de Berlim. Fukuyama sugere que a história, entendida como uma luta entre diferentes ideologias, chegou ao fim, com a democracia liberal se estabelecendo como a forma final de governo humano. No artigo "The End of History?" de 1989, Fukuyama previu o triunfo global do liberalismo político e econômico, afirmando que a ideologia liberal se universalizaria. Apesar de críticas que alegavam que Fukuyama seria uma modinha temporária, ele continuou sendo uma figura intelectual relevante. 
Críticas ao seu trabalho incluem a alegação de que ele subestimou os processos históricos que levam ao desenvolvimento da democracia moderna e que sua postura agressiva contra o pós-modernismo era problemática. Fukuyama acreditava que o pós-modernismo enfraquecia a ideologia por trás da democracia liberal, que, segundo ele, ainda prosperava enquanto outras ideologias como o marxismo e o fascismo falharam. Fukuyama defendia que a esperança progressista para o futuro é essencial para a sociedade e criticava o pós-modernismo por não oferecer nada além de premissas intelectuais elevadas, sem sustentar um senso necessário de comunidade. 

### As origens do poder político
No livro de 2011, Fukuyama descreve o que torna um estado estável, usando a história política comparativa para desenvolver uma teoria da estabilidade de um sistema político . De acordo com Fukuyama, uma ordem política ideal precisa de um Estado moderno e eficaz, do Estado de Direito que governe o Estado e seja responsável. 

### Ordem Política e Decadência Política: Da Revolução Industrial aos Dias Atuais
O livro de 2014 é o segundo livro sobre ordem política, seguindo o livro de 2011 As Origens da Ordem Política. Neste livro, Fukuyama cobre acontecimentos ocorridos desde a Revolução Francesa e lança luz sobre as instituições políticas e o seu desenvolvimento em diferentes regiões. Depois de traçar como se desenvolveu um governo moderno e eficaz nos EUA, Fukuyama afirma que o país está a passar por uma decadência política. Fukuyama acredita que a decadência política pode ser vista na deterioração das burocracias, na captura do poder legislativo por grupos de interesses especiais e em processos judiciais inevitáveis mas complicados que desafiam todos os tipos de ação governamental.   

### Outros trabalhos
Fukuyama escreveu diversos outros livros além de "O Fim da História e o Último Homem". Em "Trust: The Social Virtues and the Creation of Prosperity" e "Our Posthuman Future: Consequences of the Biotechnology Revolution", ele revisita sua tese original, argumentando que os avanços em biotecnologia podem permitir que os humanos controlem sua própria evolução, potencialmente alterando a natureza humana e ameaçando a democracia liberal. Uma possível consequência seria uma desigualdade radical resultante de uma natureza humana alterada. Fukuyama é um crítico feroz do transumanismo, um movimento intelectual que defende a pós-humanidade como um objetivo desejável. 
Em "The Great Disruption: Human Nature and the Reconstruction of Social Order", Fukuyama explora as origens das normas sociais e analisa as atuais disrupções nas tradições morais, que ele considera decorrentes da transição da era industrial para a era da informação. Ele acredita que essa mudança é normal e se autocorrigirá devido à necessidade intrínseca dos humanos por normas e regras sociais.
Em "America at the Crossroads" (2006), Fukuyama discute a história do neoconservadorismo, enfocando seus principais princípios e implicações políticas. Ele explica por que apoiou o governo Bush e onde acredita que o governo errou. Em "Falling Behind: Explaining the Development Gap Between Latin America and the United States" (2008), Fukuyama investiga por que a América Latina, outrora mais rica que a América do Norte, ficou para trás em termos de desenvolvimento. Ele argumenta que a desigualdade dentro das nações latino-americanas é um obstáculo chave para o crescimento, levando à instabilidade social e ao crescimento estagnado. 
Em "Identity: The Demand for Dignity and the Politics of Resentment" (2018), Fukuyama utiliza a noção de thymos de Platão para entender a política do ressentimento e das queixas. No início da década seguinte, ele publicou "After the End of History", uma reflexão sobre seu trabalho em forma de conversas. Em 2022, Fukuyama lançou "Liberalism and Its Discontents", onde defende o liberalismo contra críticas da direita populista e da esquerda progressista. Ele também critica o neoliberalismo e a política identitária. 

## Visões políticas

### Neoconservadorismo
Francis Fukuyama, um importante colaborador da Administração Reagan e figura chave no crescimento do neoconservadorismo, esteve ativo no think tank Project for the New American Century a partir de 1997. Ele coassinou cartas recomendando apoio a insurgências iraquianas e a remoção de Saddam Hussein. Inicialmente defensor da Guerra do Iraque, Fukuyama argumentou contra as críticas de unilateralismo dos EUA, enfatizando a necessidade de os estados-nação cuidarem de sua própria segurança. Em 2006, ele propôs um "wilsonianismo realista" para a política externa americana, mantendo a crença neoconservadora na universalidade dos direitos humanos, mas sem ilusões sobre a eficácia do poder americano para alcançar esses fins.   

### Atualmente
Francis Fukuyama distanciou-se da agenda neoconservadora da administração Bush, criticando seu militarismo excessivo e intervenções unilaterais, especialmente no Oriente Médio. Em 2004, ele se opôs à Guerra do Iraque e pediu a renúncia de Donald Rumsfeld. Fukuyama criticou a superestimação da ameaça do extremismo islâmico e a atitude negativa dos EUA em relação a organizações internacionais, que aumentaram o antiamericanismo. Ele defende a promoção dos valores americanos de forma mais moderada, com intervenções militares como último recurso. 
Fukuyama acredita que o desenvolvimento político e econômico deve ser incentivado pelos próprios países, com os EUA servindo de exemplo e oferecendo educação e apoio financeiro. Ele critica o neoconservadorismo por se assemelhar ao leninismo na crença de que a história pode ser moldada pelo poder. Em 2006, Fukuyama declarou o fim do momento neoconservador e defendeu a desmilitarização da Guerra ao Terrorismo. Fukuyama apoiou Barack Obama nas eleições de 2008, criticando fortemente a presidência de George W. Bush. Ele também criticou a postura dos EUA em relação ao Irã, sugerindo a necessidade de um "grande acordo". Em uma entrevista de 2018, ele expressou apoio a programas redistributivos para combater a desigualdade. Fukuyama tornou-se presidente do conselho editorial da revista American Purpose em 2020, promovendo a democracia liberal e comentando sobre desafios globais. Ele viu a vitória de Joe Biden em 2020 como uma correção dos erros do sistema ocidental. 

### Guerra na Ucrânia
Após a invasão russa da Ucrânia em fevereiro de 2022, Francis Fukuyama fez previsões na revista American Purpose. Ele afirmou que a Rússia caminha para uma derrota definitiva na Ucrânia, devido a um planejamento incompetente. Fukuyama previu um colapso rápido e catastrófico das forças russas, sem possibilidade de solução diplomática antes disso. Ele acredita que Vladimir Putin não sobreviverá politicamente à derrota militar. A invasão prejudicou populistas globais que apoiavam Putin. Fukuyama destacou a crescente importância dos drones no campo de batalha e vislumbrou um renascimento da liberdade inspirado pela bravura dos ucranianos. Ele também defendeu a reconciliação entre o liberalismo universal e o nacionalismo no artigo da Foreign Affairs, enfatizando a necessidade de cooperação internacional. Em uma entrevista ao El País, Fukuyama apoiou políticas social-democratas, especialmente nos Estados Unidos, adaptando sua posição ao contexto histórico e econômico atual.   

## Livros
- "O fim da história e o último homem"[2]
- " Confiança: as Virtudes Sociais e a Criação da Prosperidade" - Editora Rocco, 1988. ISBN 8532506607
- "A Grande Ruptura" - Editora Rocco, 2000. ISBN 8532511066
- "Nosso Futuro Pós-Humano: Consequências da Revolução da Biotecnologia" - Editora Rocco, 2000. ISBN 8532515061
- State-Building: Governance and World Order in the 21st Century. Cornell University Press, 2004. ISBN 0-8014-4292-3
- America at the Crossroads: Democracy, Power, and the Neoconservative Legacy (Yale University Press, 2006). ISBN 0-300-11399-4
- After the Neo Cons: Where the Right went Wrong. Profile Books, 2006. ISBN 1-86197-922-3 (Publicado nos EUA como "America at the Crossroads")
- As Origens da Ordem Política. Dos Tempos Pré-humanos Até A Revolução Francesa - Editora Rocco, 2013. ISBN 9788532528117
- Ordem e Decadência Política. Da Revolução Industrial à globalização da Democracia. - Ed Rocco, 2018. ISBN 9788532530967